# Prototype (công ty)
Prototype Ltd. (株式会社プロトタイプ Kabushiki kaisha Purototaipu) là một công ty phần mềm Nhật Bản được thành lập vào ngày 27 tháng 5 năm 2006 bởi Tabeta Toshio, cựu nhân viên sản xuất của Interchannel. Lúc vẫn còn làm việc tại Interchannel, nhóm của Tabeta chủ yếu chịu trách nhiệm phát triển và phát hành các phiên bản visual novel gốc do Visual Art's sản xuất chơi trên các hệ máy PlayStation 2 và PlayStation Portable. Sau khi Prototype tách khỏi Interchannel, công ty vẫn tiếp tục hợp tác với Visual Art's. Công ty cũng tham gia sản xuất các phiên bản game chơi trên điện thoại di động dưới nhãn Visual Art's Motto, do Prototype quản lý. Prototype đã sản xuất một bộ đĩa drama CD dựa theo visual novel CLANNAD của Key, một trong các thương hiệu của Visual Art's.

## Phát triển trò chơi

### PlayStation 2
- AIR
- Arabian's Lost: The Engagement on Desert
- CLANNAD
- Clover no Kuni no Alice
- Hanakisō
- Heart no Kuni no Alice
- Kanon
- Little Busters! Converted Edition
- Piyotan: Oyashiki Sennyū Taisakusen
- planetarian ~Chiisana Hoshi no Yume~
- Shinkyoku Sōkai Polyphonica
- Tomoyo After ~It's a Wonderful Life~ CS Edition

### PlayStation 3
- CLANNAD

### PlayStation Portable
- AIR
- CLANNAD
- Heart no Kuni no Alice
- Kanon
- Little Busters! Converted Edition
- planetarian ~Chiisana Hoshi no Yume~
- Shinkyoku Sōkai Polyphonica
- Snow
- Tomoyo After ~It's a Wonderful Life CS~ Edition

### Xbox 360
- CLANNAD
- Time Leap
- Tomoyo After ~It's a Wonderful Life CS~ Edition

### Điện thoại di động
- AIR
- CLANNAD
- Gakuen Heaven
- Kanon
- Kare to Ano Made
- planetarian ~Chiisana Hoshi no Yume~
- Realize
- Seraphim Spiral
- Shinkyoku Sōkai Polyphonica
- Soshite Bokura wa,
- Tomoyo After ~It's a Wonderful Life~